# Juan Luis Ysern de Arce
Juan Luis Ysern de Arce (* 2. Mai 1930 in Valencia) ist ein spanischer Geistlicher und emeritierter römisch-katholischer Bischof von San Carlos de Ancud.

## Leben
Juan Luis Ysern de Arce empfing am 29. Juni 1953 durch Jacinto Argaya Goicoechea, Weihbischof in Valencia, die Priesterweihe für das Erzbistum Granada.
Papst Paul VI. ernannte ihn am 12. April 1972 zum Weihbischof in Antofagasta und Titularbischof von Guardialfiera. Der Bischof von Chillán, Eladio Vicuña Aránguiz, spendete ihm am 7. Mai desselben Jahres in der Kathedrale San Bartolomé in Chillán die Bischofsweihe; Mitkonsekratoren waren Francisco de Borja Valenzuela Ríos, Erzbischof von Antofagasta und Apostolischen Administrator von Calama, und Carlos González Cruchaga, Bischof von Talca.
Am 20. Mai 1972 fand seine Amtseinführung im Erzbistum Antofagasta statt, zeitgleich wurde er zum Apostolischen Administrator von Calama ernannt. Am 13. Mai 1974 wurde er zum Bischof von San Carlos de Ancud ernannt und am 15. Juni desselben Jahres in das Amt eingeführt. Von der Verwaltung der Territorialprälatur Calama wurde er mit der Amtseinführung des neuen Apostolischen Administrators Carlos Oviedo Cavada OdeM am 2. Juni 1974 entbunden.
Papst Benedikt XVI. nahm am 15. September 2005 seinen altersbedingten Rücktritt an.